# Сауседо, Сирило
Сири́ло Саусе́до Найе́ра (исп. Cirilo Saucedo Nájera; род. 5 января 1982[…], Мехико, Мексика) — мексиканский футболист, вратарь. Выступал за сборную Мексики.

## Клубная карьера

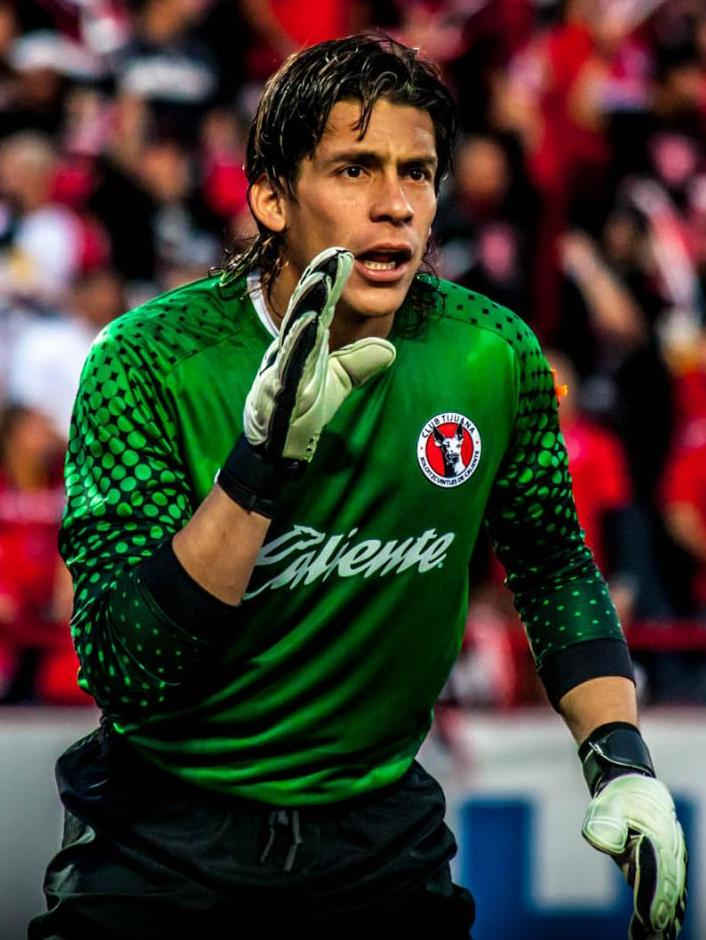
Сирило в составе «Тихуаны»

Сирило стал известен, выступая за клуб «Леон». Он был третьим вратарем команды, но постепенно завоевал место в основном составе клуба. В 2004 году он перешёл в «Дорадос». 15 августа 2004 года он дебютировал за клуб в матче против «Америки». В первом сезоне он провёл за команду 17 матчей и пропустил 32 мяча. В следующем сезоне «Дорадос» вылетел в Лигу Ассенсо, а Сирило перешёл в «Веракрус». На тренировке Сауседо получил травму плеча, поэтому сыграл за «акул» всего 3 матча.
В 2007 году Сирило был обменян в «УАНЛ Тигрес» на форварда Себастьяна Гонсалеса. В составе тигров на протяжении трёх сезонов Сауседо являлся основным вратарем. В сезоне 2008/2009 взятый в арнеды Оскар Перес вытеснил Сирило из состава и Сауседо отправился на правах аренды в «Индиос». 24 августа 2008 года в матче против «Толуки» он дебютировал за новую команду. Он был основным вратарем индейцев и помог им сохранить прописку в мексиканской Примере. После возвращения в «Тигрес» он отыграл без замен два сезона.
В 2011 году Сауседо подписал контракт с «Тихуаной». 24 июля в матче против «Монаркас Морелия» он дебютировал в новой команде. В сезоне Аперутры 2012 Сирило стал чемпионом в составе «Тихуаны». Летом 2015 года Сирило перешёл в «Монаркас Морелия». 26 июля в матче против «Крус Асуль» он дебютировал за новую команду. Летом 2016 года для получения игровой практики Сауседо на правах аренды перешёл в «Хуарес». 17 июля в матче против Минерос де Сакатекас он дебютировал за новый клуб. По окончании аренды Сауседо стал свободным агентом.

## Международная карьера
31 января 2013 года в товарищеском матче против сборной Дании Сирило дебютировал в сборной Мексики.

## Личная жизнь
Мать Сирило гражданка США, поэтому Сауседо имеет право выступать за американскую футбольную сборную. В 2013 году он принял участие в товарищеском матче национальной команды Мексики, тем самым сделал свой выбор.

## Достижения
Клубные
 «Тихуана»
- Чемпионат Мексики по футболу — Апертура 2012

Индивидуальные
- Лучший футболист чемпионата Мексики — Апертура 2012